# Томас Стајц
Томас Артур Стајц (енгл. Thomas Arthur Steitz; Милвоки, 23. август 1940 — Бранфорд, 9. октобар 2018) био је амерички хемичар, професор биофизике и молекуларне биохемије на универзитету Јејл. Награђен је Нобеловом наградом за хемију 2009, заједно са Венкатраман Рамакришнаном и Адом Јонат, за проучавање структуре и функције рибозома. Добитник је и Гејднерове међународне награде 2007. за изучавање структуре и функције рибозома показавши да пептидна трансфераза реакција у којој је РНК катализатор, и откривши начин на који антибиотици инхибирају ову функцију.